# Porphyrio indicus
Porphyrio indicus (лат.) — вид птиц из семейства пастушковых. Подвидов не выделяют. Распространён в Юго-Восточной Азии, в Индонезии, на Филиппинах, о. Суматра, о. Ява, вплоть до Сулавеси и Борнео. Раньше считалась подвидом султанской курицы, на которую похожа, но имеет большой лобный щиток, чёрную верхнюю часть тела, преимущественно чёрную голову, бирюзовую грудь, переходящую в синюю нижнюю часть тела.